# Melissa Bateson
 Melissa Bateson  (* 20. Jahrhundert) ist eine englische Biologin und Hochschullehrerin. Sie ist Professorin für Ethologie an der Newcastle University.

## Leben und Werk
Bateson ist eine von zwei Töchtern von Dusha Matthews und Patrick Bateson. Ihre Urgroßtante Emily Williamson ist die Gründerin der Royal Society for the Protection of Birds (RSPB). Bateson arbeitete bereits vor ihrem Studium in Tansania als wissenschaftliche Mitarbeiterin an einem Pavianprojekt im Mikumi-Nationalpark. Sie studierte bei Richard Dawkins an der University of Oxford, wo sie 1990 einen Master-Abschluss  in Zoologie mit biologischer Anthropologie  erwarb. Danach promovierte sie dort in Tierverhalten am Department of Zoology, wo sie dann bis 1995 als Postdoktorandin forschte.  Anschließend war sie Stipendiatin des Wellcome Trust am Department of Zoology in Oxford und bis 1998 am Department of Psychology der Duke University, USA, gefolgt von einem Forschungsstipendium der Royal Society University bis 2007 am Department of Psychology der Newcastle University. Von 2007 bis 2009 war sie Universitätsdozentin am Department of Psychology der Newcastle University und dann bis 2012 Reader in Ethology am Institute of Neuroscience der Newcastle University. Seit 2012 ist sie Professorin für Ethologie am Centre for Behaviour and Evolution des Biosciences Institute der Newcastle University.
Sie war von 2016 bis 2019 in dem Stipendienausschuss der Association for the Study of Animal Behaviour tätig und von 2018 bis 2022 im International Scientific Advisory Board des Institute of Biodiversity and Ecosystems Dynamics der Universiteit van Amsterdam, Niederlande.
Ihre Forschung konzentriert sich darauf, wie stressige Lebenserfahrungen und insbesondere Widrigkeiten im frühen Leben das Verhalten, die Wahrnehmung und Biomarker für Gesundheit und Wohlbefinden bei einer Reihe von Arten, darunter Stare, Rhesusaffen und Menschen, verändern. Bateson veröffentlichte über 170 wissenschaftliche Publikationen und hatte im Januar 2022 einen h-Index von 52.

## Auszeichnungen und Ehrungen
- Stipendiatin des Welcome Trust
- Royal Society University Research Fellowship (URF)

## Mitgliedschaften
- Association for the Study of Animal Behaviour
- International Society for Comparative Cognition
- Universities' Federation for Animal Welfare

## Veröffentlichungen (Auswahl)
- Measuring Behaviour. Cambridge University Pr., 04/2021, ISBN 978-1-108-74572-7.
- mit Katarina C. Stuart, William B. Sherwin,J eremy J. Austin, Marcel Eens, Matthew C. Brandley, Lee A. Rollins: Historical museum samples enable the examination of divergent and parallel evolution during invasion. Molecula Ecology, 2022.
- mit C. Poirier: Can biomarkers of biological age be used to assess cumulative lifetime experience?. Animal Welfare 2019, 28(1), S. 41–56.
- mit D. Nettle, L. Seeker, D. Nussey, H. Froy: Consequences of measurement error in qPCR telomere data: A simulation study. PLoS ONE, 2019, 14(5).
- mit J. Dunn, C. Andrews, D. Nettle: Developmental history, energetic state and choice impulsivity in European starlings, Sturnus vulgaris. Animal Cognition, 2019, 22(3), S. 413–421.